# Pleasantville
Pour les articles homonymes, voir Pleasantville (homonymie).
Pour plus de détails, voir Fiche technique et Distribution.
Pleasantville est un film fantastique américain réalisé par Gary Ross et sorti en 1998.

## Synopsis
Pour s'extraire des angoisses d'une famille stressée et divisée des années 1990, David aime s'évader en regardant la télévision et plus particulièrement Pleasantville, série en noir et blanc datant des années cinquante. Jennifer, sa sœur jumelle, est tout l'opposé de David : elle vit au jour le jour en parfaite harmonie avec le monde moderne. Jusqu'à ce que, par un étrange phénomène, Jennifer et David se retrouvent parachutés à Pleasantville. Désormais intégrés au casting, ils vont parasiter la série au point de changer la vie bien réglée des protagonistes.

## Fiche technique
- Titre : Pleasantville
- Titre québécois : Bienvenue à Pleasantville
- Réalisateur : Gary Ross
- Scénario : Gary Ross
- Photographie : John Lindley
- Costumes : Judianna Makovsky
- Montage : William Goldenberg
- Musique : Randy Newman
- Production : Gary Ross, Steven Soderbergh, Robert John Degus et Jon Kilik
- Société de distribution : New Line Cinema
- Budget : 60 000 000 USD[1]
- Pays de production :  États-Unis
- Langue : anglais
- Dates de sortie :
  - États-Unis : 23 octobre 1998
  - France : 17 février 1999
  - Belgique : 21 avril 1999

## Distribution
- Tobey Maguire (VF : Alexis Tomassian ; VQ : Hugolin Chevrette-Landesque) : David / Bud Parker
- Reese Witherspoon (VF : Aurélia Bruno ; VQ : Aline Pinsonneault) : Jennifer / Mary Sue Parker
- William H. Macy (VF : Pierre Laurent ; VQ : Hubert Gagnon) : George Parker
- Joan Allen (VF : Anne Rochant ; VQ : Claudine Chatel) : Betty Parker
- Paul Walker (VF : Ludovic Baugin ; VQ : François Godin) : Skip Martin
- Jeff Daniels (VF : Michel Derain ; VQ : Sébastien Dhavernas) : Bill Johnson
- J. T. Walsh (VF : Vincent Grass ; VQ : Pierre Chagnon) : Big Bob
- Marley Shelton (VF : Marie-Eugénie Maréchal) : Margaret
- Giuseppe Andrews (VF : Benjamin Pascal) : Howard
- Jenny Lewis : Christin
- Marissa Ribisi : Kimmy
- Maggie Lawson : Lisa Anne
- Justin Nimmo : Mark Davis
- Jane Kaczmarek (VF : Pascale Jacquemont) : la mère de David et Jennifer
- Don Knotts (VF : Philippe Dumat ; VQ : Luc Durand) : le réparateur de télévision
- Kristin Rudrüd : Mary

 Source et légende : version française (VF) sur RS Doublage et Doublage Séries Database ; version québécoise (VQ) sur Doublage Québec

## À propos du film
Le film a été entièrement tourné en couleurs, puis retravaillé numériquement pour les scènes en noir et blanc. Il détint brièvement le record du plus grand nombre de plans à effets spéciaux jusqu'à la sortie de Star Wars, épisode I : La Menace fantôme en 1999[réf. souhaitée].
Lorsque Betty Parker devient « colorée », son fils Bud la maquille en noir et blanc. En réalité, il s'agissait d'un maquillage vert dont les teintes ressortaient convenablement en noir et blanc. Inversement, lorsque Bill lui ôte son maquillage, le visage de l'actrice était intégralement maquillé en vert.
Les deux livres que Bud lit aux adolescents sont Les Aventures de Huckleberry Finn et L'Attrape-cœurs (Catcher in the Rye), deux des livres les plus souvent bannis aux États-Unis[réf. souhaitée].
Ce fut le dernier film de l'acteur J. T. Walsh qui mourut 8 mois avant la sortie du film.

## Distinctions

### Récompenses
- 1999 : Saturn Award du meilleur jeune acteur pour Tobey Maguire
- 1999 : Saturn Award du meilleur second rôle féminin pour Joan Allen

### Nominations
- 1999 : Nomination à l'Oscar du meilleur décor pour Jeannine Claudia Oppewall et Jay Hart
- 1999 : Nomination à l'Oscar des meilleurs costumes pour Judianna Makovsky
- 1999 : Nomination à l'Oscar de la meilleure musique dramatique originale pour Randy Newman
- 1999 : Nomination au Saturn Award du meilleur film fantastique
- 1999 : Nomination au Saturn Award du meilleur scénario pour Gary Ross
- 1999 : Nomination au Saturn Award des meilleurs costumes pour Judianna Makovsky